# Julia Bacha
Pour les articles homonymes, voir Bacha.
Julia Bacha est une réalisatrice, scénariste et productrice brésilienne, née en 1980 à Rio de Janeiro.

## Biographie

### Jeunesse et formations
Julia Bacha naît en 1980 à Rio de Janeiro, au Brésil.
À l'âge de 17 ans, elle part aux États-Unis pour étudier l'histoire du Moyen-Orient et la politique à l'université Columbia, puis en Iran pour l'université de Téhéran où elle est acceptée pour une maîtrise, mais n'a pas pu obtenir de visa : elle a dû se déplacer au Caire (Égypte) afin de travailler sur un documentaire, intitulé Control Room de Jehane Noujaim.
En 2003, elle est diplômée des études générales de l'université Columbia.

### Carrière
Julia Bacha, en 2004, est scénariste avec la réalisatrice Jehane Noujaim pour Control Room de cette dernière, un documentaire sur Al Jazeera : elles reçoivent une nomination pour le prix du meilleur scénario documentaire à la cérémonie des Writers Guild of America Awards.
En 2006, elle devient directeur créatif de la société de production, Just Vision (en). Dans la même année, elle co-réalise, avec Ronit Avni, le film documentaire Encounter Point, qui est officiellement sélectionné au Festival du film de Tribeca, ainsi qu'au Festival international canadien du documentaire Hot Docs, Festival du film de Jérusalem, Festival international du film de Vancouver et Festival international du film de San Francisco, où elle remporte le prix du public du meilleur documentaire.
En 2009, elle réalise le deuxième film documentaire Budrus, qui est projeté en avant-première mondiale à la Berlinale, en 2010, et qui remporte plus de 18 prix internationaux, dont le PUMA Creative.Impact Award : le prix de 50 000 de dollars est décerné à ce documentaire ayant eu la plus grande attention sur la société.

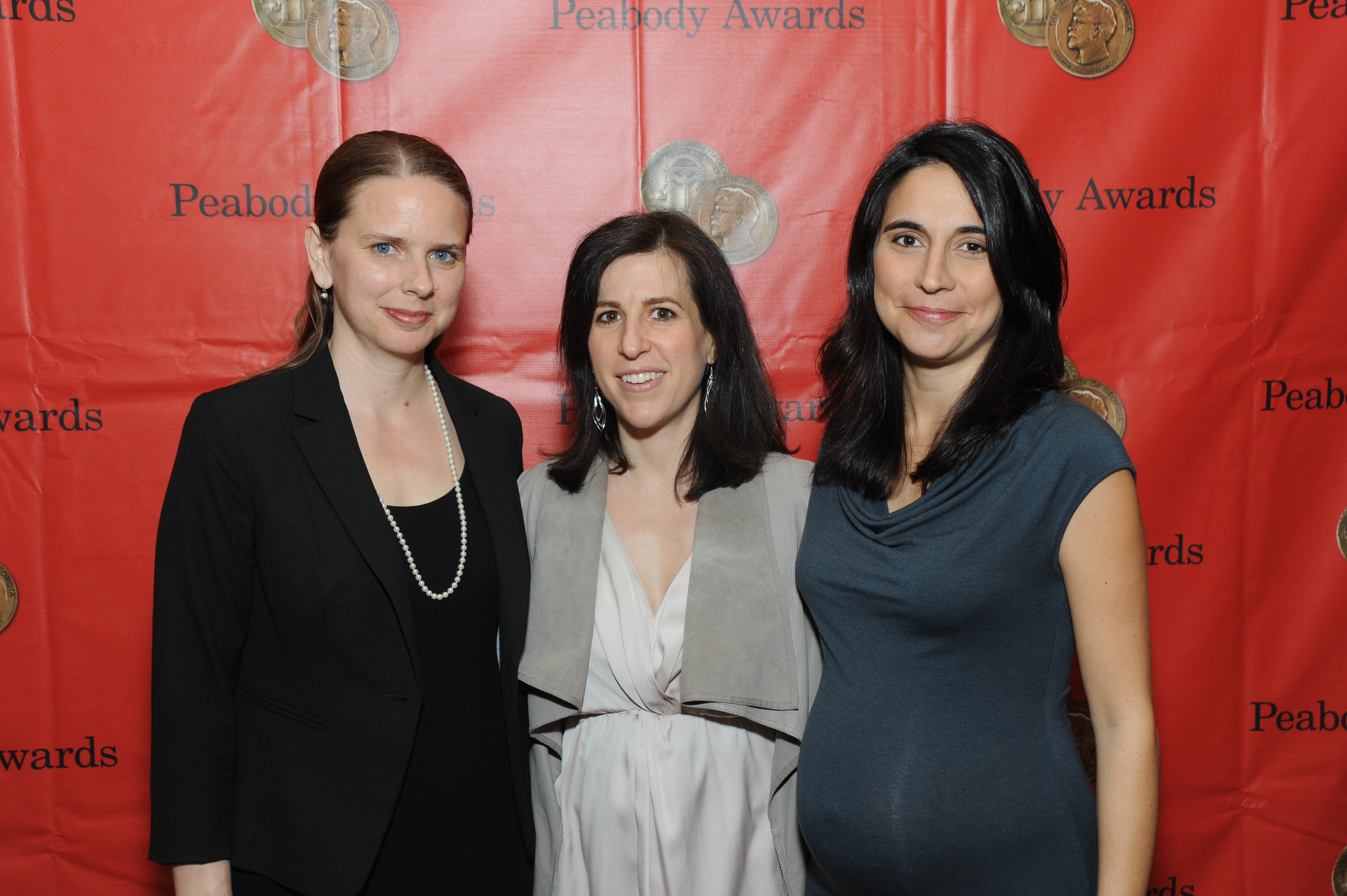
Rebekah Wingert-Jabi, Ronit Avni et Julia Bacha.

En mai 2013, son court métrage My Neighbourhood (2012) remporte le prix Peabody à la cérémonie des Peabody Awards.
Le 12 novembre 2017, son troisième long métrage Naila and the Uprising est présenté en avant-première au festival Doc NYC (en), à New York.
En 2021, son quatrième long métrage Boycott, explorant les lois anti-BDS et les questions sur la liberté d'expression, est présenté en novembre 2021 au festival Doc NYC,.

## Filmographie

### Réalisatrice

#### Longs métrages
- 2006 : Encounter Point (en) (co-réalisé avec Ronit Avni)
- 2009 : Budrus
- 2017 : Naila and the Uprising
- 2021 : Boycott

#### Court métrage
- 2012 : My Neighbourhood (co-réalisé avec Rebekah Wingert))

### Scénariste
- 2004 : Control Room (en) de Jehane Noujaim (co-réalisé avec Jehane Noujaim)
- 2009 : Budrus d'elle-même

### Productrice

#### Longs métrages
- 2009 : Budrus d'elle-même
- 2014 : Les 18 Fugitives (The Wanted 18) de Paul Cowan et Amer Shomali (productrice d'impact)
- 2021 : Boycott d'elle-même

#### Court métrage
- 2012 : My Neighbourhood d'elle-même et Rebekah Wingert

### Monteuse

#### Longs métrages
- 2004 : Control Room (en) de Jehane Noujaim
- 2006 : Encounter Point (en) d'elle-même et Ronit Avni
- 2009 : Budrus d'elle-même

#### Téléfilm
- 2004 : Conjoined at the Head de Larry Engel

### Photographie
- 2006 : Encounter Point (en) d'elle-même et Ronit Avni
- 2009 : Budrus d'elle-même